# Pomaré V.

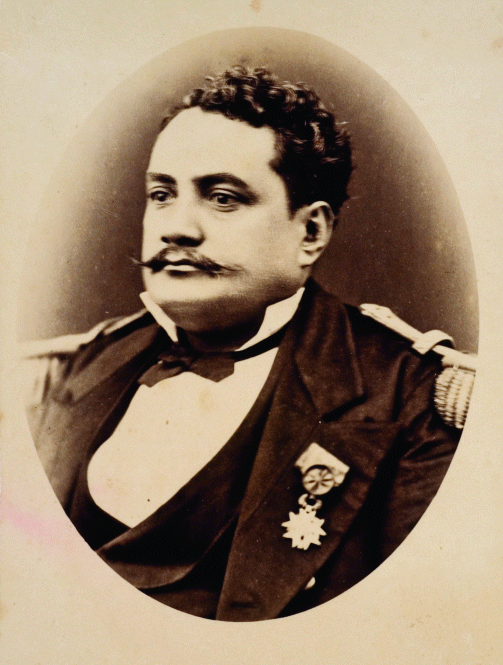
König Pomare V. von Tahiti

Das Wappen Pomarés V.

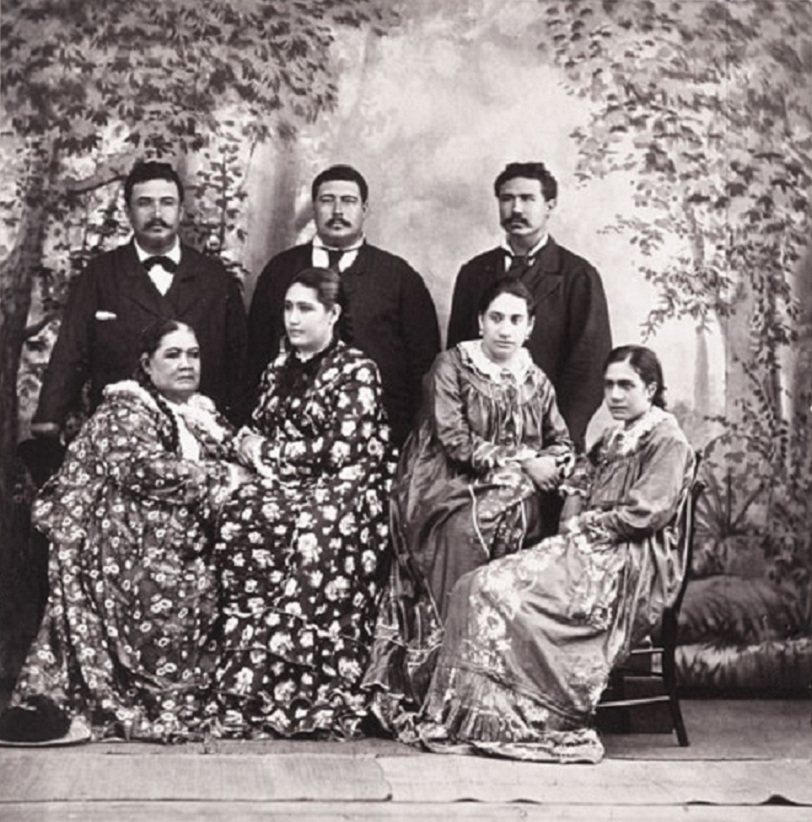
Familie Salmon, unten links: Ariitaimai, Moetia, Marau und Manihinihi

Teriitaria Teratane Pomare (* 3. November 1839 in Taravao; † 12. Juni 1891 in Papeete) regierte als König Pomare V. vom 24. Juli 1877 bis zum 29. Juni 1880 und war letzter König von Tahiti, bevor der Archipel von Frankreich annektiert und zu einem Teil Französisch-Polynesiens wurde.

## Herkunft und Familie
Er war der Sohn von Königin Aimata Pomare IV. und ihrem Cousin Ariifaaite Tenania a Hiro, ihrem zweiten Mann.
Am 11. November 1857 heiratete er in Huahine Temarii a Teururai Maihara Teuhe (* 1838 – 21. August 1891), die spätere Königin Teuhe II. von Huahine und Maiao. Sie war die Tochter von Königin Tehaapapa II.
In zweiter Ehe heiratete er am 28. Januar 1875 Joanna Marau Taaroa a Tepau Salmon (24. April 1860 – 2. Februar 1934), die Tochter von Alexander Salmon (1822–1866) und seiner Frau Arii Taimai. Schon zum Zeitpunkt der Eheschließung war der König für seine Trunksucht berüchtigt, was seiner minderjährige Ehefrau jedoch erst während der Hochzeitsnacht klar wurde, woraufhin sie entsetzt zu ihren Eltern floh. Das Ehepaar lebte fortan getrennt. Im Jahre 1887 verlangte der Pomaré V. vor einem französischen Gericht auf Tahiti die Scheidung.

## Übergabe Tahitis an Frankreich
Am 29. Juni 1880 unterzeichnete Pomare V. zusammen mit allen seinen Häuptlingen eine Proklamation, wonach Tahiti unwiderruflich an Frankreich überging:

„Tahiter! Ich thue euch zu wissen, daß ich im Einvernehmen mit dem Commissär der Republik und den District-Chefs Tahiti und seine Dependenzen für mit Frankreich vereinigt erklärt habe. Ich habe damit der Nation, die uns seit beinahe vierzig Jahren mit ihrem Schutz deckt, ein Zeichen von Dankbarkeit und Vertrauen geben wollen. Fortan werden unser Archipel und seine Dependenzen mit Frankreich nur noch ein und dasselbe Land bilden. Ich habe meine Rechte auf Frankreich übertragen; die eurigen, das heißt alle Bürgschaften für Eigenthum und Freiheit, deren ihr euch unter dem Protectorat erfreut habt, habe ich vorbehalten und sogar neue Bürgschaften verlangt, die euer Glück und euer Wohlergehen noch fördern werden. Unser Entschluß wird, davon bin ich überzeugt, von Allen, welche Tahiti lieben und aufrichtig den Fortschritt wollen, mit Freude ausgenommen werden. Wir Alle waren schon Franzosen von Gesinnung, jetzt sind wir es auch thatsächlich. Es lebe Frankreich! Es lebe Tahiti!“

Hierbei soll die Trunksucht Pomarés V. eine wesentliche Rolle gespielt haben, denn er soll „als ein glühender Verehrer des fine Champagne durch die praktische Ausübung dieses Cultus nahezu unzurechnungsfähig geworden“ sein.
Der König behielt seinen Titel, alle damit verbundenen Ehren und Privilegien sowie eine Zivilliste in Höhe von 60.000 Francs, die jedoch nicht mehr aus den Steuern der Einwohner finanziert wurde.
Mit dem Tod Pomarés V. am 15. Juni 1891 ist die Königswürde auf Tahiti erloschen und die Insel endgültig in den Besitz Frankreichs übergegangen.

## Nachkommen
- Prinz Hinoi Pomare (1858–1860)
- Prinzessin Ne a Pomare (1859–1861)
- Prinzessin Teriinui o tahiti te vahine taera Pomare (9. März 1879 – 29. Oktober 1961)
- Prinzessin Arii Manihinihi Takau Pomare (4. Januar 1887 – 12. Juni 1976)